# 2011 HM102
2011 HM102 est le neuvième astéroïde troyen de Neptune découvert. Il a été observé le 29 avril 2011, par le New Horizons KBO Search Survey (programme de recherche des Objets de la ceinture de Kuiper).
Il orbite sur le point de Lagrange L5 du système Soleil-Neptune, environ 60 degrés en arrière de Neptune.

## Propriété physiques
Avec une magnitude absolue de 8,24,, il était au moment de sa découverte, le troyen connu le plus lumineux de tout le système solaire. Il a un diamètre compris entre 90  et   180 km.

## New Horizons
La sonde New Horizons est passé à 1,2 UA fin 2013, mais aucune observation ne fut obtenue, les préparatifs de vol de la sonde étant jugés prioritaires.